# Winsor McCay
Winsor McCay (Spring Lake, 26 settembre 1869 – Brooklyn, 26 luglio 1934) è stato un fumettista, animatore e illustratore statunitense.
Prolifico ed eclettico artista, è stato un pioniere del fumetto e del cinema d'animazione. Nel 1905 ha creato la serie onirica Little Nemo. Fra le altre sue serie vanno ricordate almeno Little Sammy Sneeze (pubblicato dal 1904 al 1906) e Dream of the Rarebit Fiend (pubblicata dal 1904 al 1914).

## Biografia
Winsor McCay era figlio di Janet Murray e Robert McKay (cognome poi cambiato in McCay). Suo padre, in tempi diversi, aveva lavorato come trasportatore, droghiere e agente immobiliare. Non si conoscono con certezza il luogo preciso e la data di nascita esatta di Winsor McCay. Lui ha affermato di esser nato a Spring Lake, in Michigan, nel 1871, ma la sua lapide riporta come anno il 1869. In un censimento della popolazione dell'epoca risulta esser nato in Canada nel 1867. In origine il suo nome completo era Zenas Winsor McKay, in onore del datore di lavoro di suo padre, Zenas G. Winsor. In seguito ha abbandonato il nome Zenas.

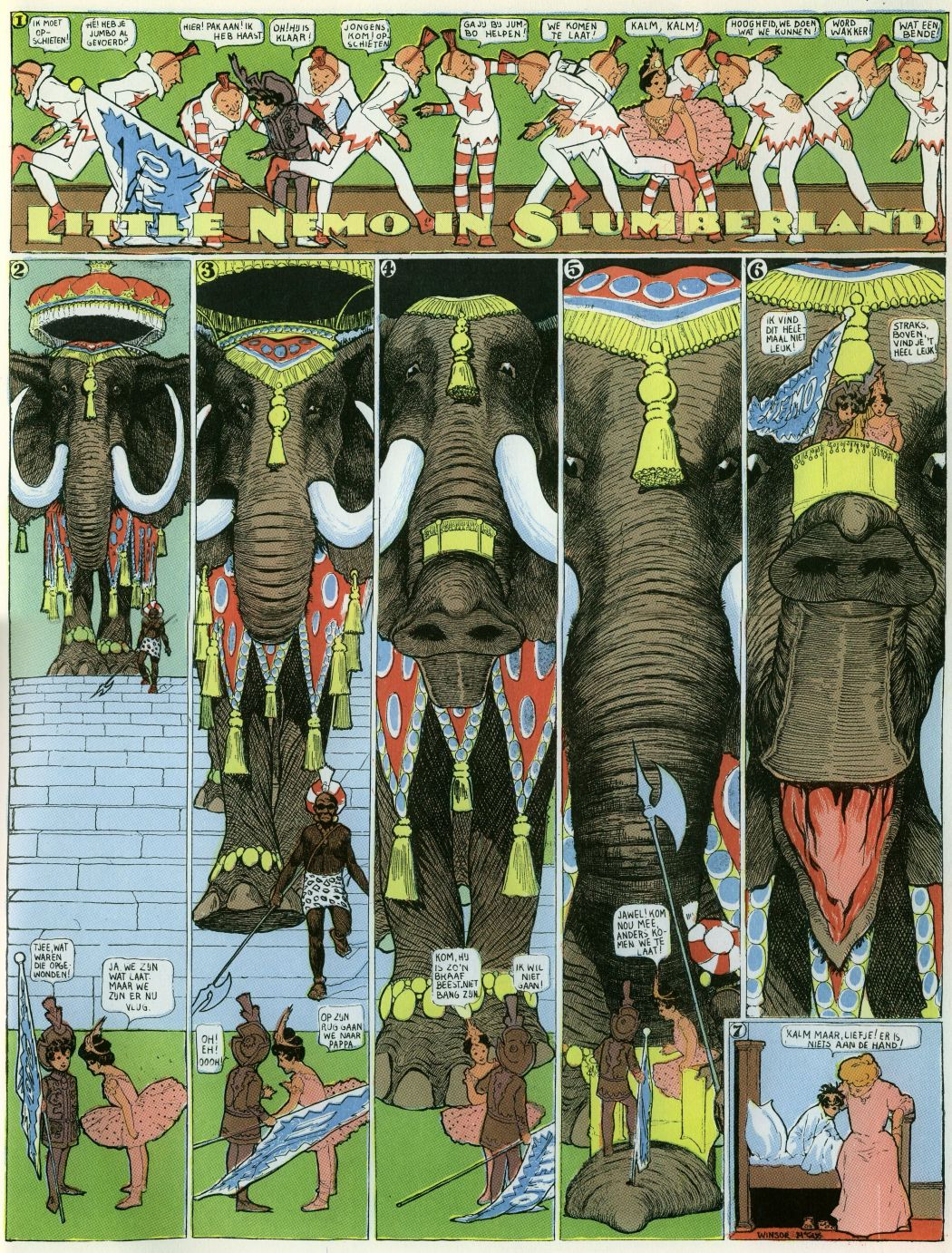
Little Nemo in Slumberland.

Nel 1886 i suoi genitori lo mandarono a studiare alla Cleary School of Penmanship di Ypsilanti per farlo diventare un uomo d'affari. Qui ricevette la sua unica istruzione artistica formale da John Goodison del Michigan State Normal College. Goodison, un ex pittore di vetrate, che stava allora sperimentando un suo personale metodo d'insegnamento del disegno per ragazzi dotati basato sullo studio intensivo della rappresentazione delle forme geometriche base in tre dimensioni, gli insegnò la rigorosa applicazione dei fondamenti della prospettiva, di cui McCay fece largo uso durante la sua carriera di fumettista, e influenzò il suo utilizzo del colore.
Nel 1889 McCay si trasferì a Chicago con l'intenzione di studiare alla School of the Art Institute of Chicago ma, a causa di mancanza di soldi, si vide costretto a cercare lavoro. Trovò impiego alla National Printing and Engraving Company, producendo xilografie per manifesti circensi e teatrali. Due anni dopo si trasferì a Cincinnati dove lavorò come artista per il Kohl and Middleton's Vine Street Dime Museum e dove sposò Maude Leonore Dufour. Nel 1906 Winsor McCay iniziò a esibirsi nei chalk talk, spettacoli di vaudeville molto popolari tra la fine dell'Ottocento e l'inizio del Novecento in cui un attore intratteneva il pubblico con un monologo, su argomenti diversi, mentre disegnava caricature o disegni umoristici su una lavagna con un gesso. Nel suo sketch The Seven Ages of Man McCay disegnava due volti per poi invecchiarli progressivamente.
La prima importante serie a fumetti di McCay fu Tales of the Jungle Imps by Felix Fiddle. L'opera fu pubblicata in 43 puntate, da gennaio a novembre 1903, sul The Cincinnati Enquirer. La striscia era basata sulle poesie di George Randolph Chester, all'epoca giornalista e redattore dell'Enquirer. I racconti avevano come protagonisti animali della giungla e descrivevano i modi in cui essi si erano adattati a un mondo ostile, con titoli differenti quali How the Elephant Got His Trunk e How the Ostrich Got So Tall.
Le sue strisce Little Nemo e Dream of the Rarebit Fiend erano entrambe ambientate nei sogni dei loro personaggi e caratterizzate da un tocco di arte fantasy che tentava di richiamare l'atmosfera e le sensazioni della dimensione onirica. I fumetti di McCay non furono mai popolarissimi ma ebbero sempre un forte seguito grazie anche al suo stile grafico molto espressivo. Le pagine dei giornali dell'epoca erano più grandi delle attuali e l'autore ne aveva solitamente a disposizione mezza per illustrare il suo lavoro. Per quanto riguarda l'arte fantasy nel fumetto il solo rivale di McCay era Lyonel Feininger, il quale intraprese una carriera da pittore dopo aver abbandonato il mondo dei comics.

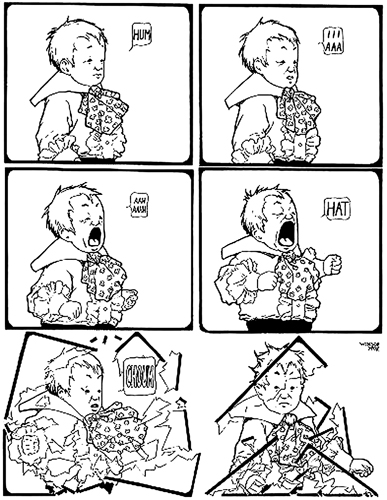
Little Sammy Sneeze.

Winsor McCay ha anche realizzato alcuni importanti filmati di animazione, in cui ogni singolo fotogramma veniva disegnato a mano dallo stesso artista o, occasionalmente, dai suoi collaboratori. Nel cortometraggio in tecnica mista Gertie il dinosauro (Gertie the Dinosaur) univa animazione e vaudeville, portando nei teatri il suo film del "dinosauro ammaestrato" e interagendo con esso durante gli spettacoli.
Tra le altre opere d'animazione spicca L'affondamento del Lusitania (The Sinking of the Lusitania), racconto realistico e allo stesso tempo ricco di suggestioni di un episodio che ha contribuito all'ingresso degli Stati Uniti nella prima guerra mondiale.
Nell'ultima parte della sua vita si è dedicato soprattutto a illustrare, con la sua tecnica accuratissima e il suo talento visivo, gli editoriali dei giornali del gruppo Hearst.
Winsor McCay morì nel 1934 e fu sepolto al Cemetery of the Evergreens di Brooklyn, New York.
Nel 1966 l'editore e autore Woody Gelman rinvenne numerose tavole originali di Little Nemo presso uno studio dove aveva lavorato il figlio di McCay: buona parte di esse furono esposte al Metropolitan Museum of Art sotto la direzione del curatore A. Hyatt Mayor.

## Fumetti
Lista fumetti di McCay con giornali su cui avveniva la pubblicazione e le date di pubblicazione.
- Tales of the Jungle Imps by Felix Fiddle - sul Cincinnati Enquirer dall'11 gennaio al 9 novembre 1903.
- Mr. Goodenough - sul New York Evening Telegram dal 21 gennaio al 4 marzo 1904.
- Little Sister's Beau - primo uso di McCAy di bambini in una striscia; questa comic strip apparve una sola volta il 14 aprile 1904 sul New York Herald.
- The Phurious Phinish of Phoolish Philipe's Phunny Phrolics - prima striscia a colori di McCay apparve per la prima e unica volta sul New York Herald Sunday Supplement del 28 maggio del 1904
- Little Sammy Sneeze
- Dream of the Rarebit Fiend
- The Story of Hungry Henrietta - sul New York Herald dall'8 gennaio al 16 luglio 1905.
- A Pilgrim's Progress by Mister Bunion - sul New York Evening Telegram dal 26 giugno 1905 al 18 dicembre 1910.
- Little Nemo in Slumberland
- Poor Jake - sul New York Herald dal 1909 al 1911.

## Filmografia

### Regista
- Winsor McCay, the Famous Cartoonist of the N.Y. Herald and His Moving Comics co-regia James Stuart Blackton (1911)
- How a Mosquito Operates (1912)
- Gertie il dinosauro (1914)
- The Sinking of the Lusitania (1918)
- Winsor McCay: Animation Legend (1921)
- The Centaurs (1921)
- Gertie on Tour (1921)
- Flip's Circus (1921)
- Dreams of the Rarebit Fiend (1921)
- The Midsummer's Nightmare (1922)

### Sceneggiatore
- Dream of a Rarebit Fiend (1906) (fumetto)
- Winsor McCay, the Famous Cartoonist of the N.Y. Herald and His Moving Comics (1911)
- How a Mosquito Operates (1912) (fumetto Dream of the Rarebit Fiend)
- Gertie il dinosauro (1914)
- The Sinking of the Lusitania (1918)
- Winsor McCay: Animation Legend (1921)
- The Centaurs (1921)
- Flip's Circus (1921)
- Dreams of the Rarebit Fiend (1921)
- The Midsummer's Nightmare (1922)
- Piccolo Nemo - Avventure nel mondo dei sogni (Little Nemo: Adventures in Slumberland) (1989)
- Little Nemo: The Dream Master (1990)
- La Belle au bois dormant (1991) (TV)

### Produttore
- Winsor McCay, the Famous Cartoonist of the N.Y. Herald and His Moving Comics (1911)
- How a Mosquito Operates (1912)
- Gertie il dinosauro (1914)
- The Sinking of the Lusitania (1918)
- The Centaurs (1921)
- Gertie on Tour (1921)
- Flip's Circus (1921)
- Dreams of the Rarebit Fiend (1921)
- The Midsummer's Nightmare (1922)

### Animatore
- Winsor McCay, the Famous Cartoonist of the N.Y. Herald and His Moving Comics (1911)
- How a Mosquito Operates (1912)
- Gertie il dinosauro (1914)
- The Sinking of the Lusitania (1918)
- Crashing Through to Berlin (1918)
- The Centaurs (1921)
- Flip's Circus (1921)
- Dreams of the Rarebit Fiend (1921)